# Leptogaster pallipes
Leptogaster pallipes är en tvåvingeart som beskrevs av Roser 1840. Leptogaster pallipes ingår i släktet Leptogaster och familjen rovflugor.
Artens utbredningsområde är Tyskland. Inga underarter finns listade i Catalogue of Life.